# Butler (Nova Jersey)
Butler és una població dels Estats Units a l'estat de Nova Jersey. Segons el cens del 2007 tenia 8.090 habitants.

## Demografia
Segons el cens del 2000, Butler tenia 7.420 habitants, 2.868 habitatges, i 2.024 famílies. La densitat de població era de 1.377,3 habitants/km².
Dels 2.868 habitatges en un 30,6% hi vivien nens de menys de 18 anys, en un 57,8% hi vivien parelles casades, en un 9,4% dones solteres, i en un 29,4% no eren unitats familiars. En el 24,1% dels habitatges hi vivien persones soles el 9,4% de les quals corresponia a persones de 65 anys o més que vivien soles. El nombre mitjà de persones vivint en cada habitatge era de 2,58 i el nombre mitjà de persones que vivien en cada família era de 3,09.
Per edats la població es repartia de la següent manera: un 21,7% tenia menys de 18 anys, un 7,2% entre 18 i 24, un 33,8% entre 25 i 44, un 24,2% de 45 a 60 i un 13,2% 65 anys o més.
L'edat mediana era de 38 anys. Per cada 100 dones de 18 o més anys hi havia 94,7 homes.
La renda mediana per habitatge era de 57.455 $ i la renda mediana per família de 66.199 $. Els homes tenien una renda mediana de 45.975 $ mentre que les dones 35.815 $. La renda per capita de la població era de 27.113 $. Aproximadament el 2,5% de les famílies i el 5% de la població estaven per davall del llindar de pobresa.

## Poblacions més properes
El següent diagrama mostra les poblacions més properes.